# Johannes Czarnecki
Bonaventura Johannes Czarnecki (* 14. Juli 1882 in Danzig; † 30. Oktober 1925 ebenda) war ein deutscher Politiker (USPD, KPD).
Czarnecki war der Sohn eines Stellmachers in Danzig. Er besuchte die Volksschule und machte eine Lehre als Maler. 
In der Freien Stadt Danzig schloss er sich der USPD an und war für diese ab Dezember 1919 Mitglied der Stadtverordnetenversammlung. 1920 wurde er in den Volkstag gewählt, schied aber im gleichen Jahr wieder aus. Nachrücker im Landtag wurde Hermann Klawschinski. Im Dezember 1920 schloss er sich der KPD an und war im gleichen Monat Delegierter zum Parteitag der VKPD.